# Municipio de La Crescent
El municipio de La Crescent (en inglés: La Crescent Township) es un municipio ubicado en el condado de Houston en el estado estadounidense de Minnesota. En el año 2010 tenía una población de 1446 habitantes y una densidad poblacional de 24,64 personas por km².

## Geografía
El municipio de La Crescent se encuentra ubicado en las coordenadas 43°49′3″N 91°20′41″O / 43.81750, -91.34472. Según la Oficina del Censo de los Estados Unidos, el municipio tiene una superficie total de 58.69 km², de la cual 53.2 km² corresponden a tierra firme y (9.35%) 5.49 km² es agua.

## Demografía
Según el censo de 2010, había 1446 personas residiendo en el municipio de La Crescent. La densidad de población era de 24,64 hab./km². De los 1446 habitantes, el municipio de La Crescent estaba compuesto por el 98.48% blancos, el 0.07% eran afroamericanos, el 0.07% eran amerindios, el 0.69% eran asiáticos, el 0.07% eran isleños del Pacífico, el 0.07% eran de otras razas y el 0.55% pertenecían a dos o más razas. Del total de la población el 0.07% eran hispanos o latinos de cualquier raza.